# Сало (остров)
Сало (от фин. salo — «лесная глушь») — остров у восточного берега Ладожского озера. Относится к Олонецкому району Карелии.

## История
Остров Сало некогда служил местом жительства некого разбойника Ондруса и его шайки, промышлявших грабежом на Ладоге. Бухта, прилегающая к острову, получила название Ондрусовской. Разбойник впоследствии раскаялся и стал иноком расположенного напротив острова Андрусовского монастыря.

## Топографические карты
- Лист карты P-36-XXVII,XXVIII Лодейное Поле. Масштаб: 1 : 200 000. Указать дату выпуска/состояния местности.